# Ewan Forbes
 (janvier 2012).
Sir Ewan Forbes (6 septembre 1912 – 12 septembre 1991), 11e baronnet de Craigievar, est un médecin généraliste et fermier britannique. 

## Biographie
À sa naissance, il est baptisé Elisabeth Forbes-Sempill et inscrit officiellement dans les registres comme la fille cadette de Lord Sempill. Après une jeunesse inconfortable, il peut entamer sa vie d’homme en 1945, au début de sa carrière médicale. Il fait corriger les registres officiels en 1952, afin que sa naissance soit inscrite comme celle d’un garçon, et adopte le nom d’Ewan Forbes-Sempill ; il se marie un mois plus tard.
En 1965, il hérite du titre de baronnet de son frère aîné, titre qui se transmettait aux héritiers mâles accompagné d’un important patrimoine. Son cousin cherche à l’en déposséder, arguant de l’invalidité du changement de nom ; cette interprétation faisait de Forbes une femme sur le plan légal, et donc lui déniait le droit d’hériter. La situation manquait de clarté, et il fallut trois ans avant qu’un décret de la Cour ne lui accorde définitivement le titre. Le tout est mené dans le plus grand secret, et il est donc impossible de faire valoir ce cas en tant que précédent lors d’autres jugements portant sur le genre des héritiers. C’est seulement à la mort de Forbes, en 1991, que les événements sont publiquement révélés.

### Origines
Les Forbes sont une vieille famille bien connue dans l’Aberdeenshire. Ils sont à la fois des baronnets et des pairs du royaume. Le titre leur a été accordé en 1630 et s’est transmis depuis lors dans la lignée masculine ; en 1884, William Forbes huitième du nom a hérité du titre de Lord Sempill, de sa cousine Maria, et il prit ainsi le nom de Forbes-Sempill. À sa mort en 1905, c’est ce titre qu’il a transmis à son fils aîné John. Ce dernier était un propriétaire terrien et un militaire, il servit en Afrique du Sud dans les Loyal Scouts puis dans la Garde Noire. Il en commanda le 8e bataillon durant la première guerre mondiale, où il fut blessé lors de la bataille de Loos. Il avait rencontré dans les années 1880 sa future épouse Gwendolyn Prodger lors d’un séjour à Bad Homburg ; élevée au pays de Galles, d’origine Cornouaillaise, c’était une harpiste accomplie ; ils se marièrent en 1892.
Le couple eut quatre enfants. L’aîné, William, né peu après leur mariage, devint aviateur et fut également un brillant ingénieur. Suivirent deux filles, Gwyneth qui mourut très jeune d’une appendicite, et Margaret, qui fut décorée comme membre auxiliaire de la Royal Air Force pendant la deuxième guerre mondiale, et qui fut juge de paix, avant de mourir en 1966 dans un accident de voiture. En 1912 naquit le dernier enfant, que l’on baptisa Elisabeth Forbes-Sempill, et que l’on surnomma Betty.

### Jeunesse
La question du sexe d’Elizabeth sera plus tard sujette à polémique ; le registre de naissance lui attribue un sexe féminin, mais Forbes déclara plus tard que c’était une terrible méprise. On éleva cependant Élisabeth comme une fille – tout comme Margaret – mais son enfance est le théâtre d’une insécurité grandissante à l’égard des questions de genre. Élisabeth et Margaret passaient le plus clair de leur temps à jouer avec leurs cousins Patrick et David, et sur de nombreuses photos on voit Forbes en pantalons et avec une veste d’homme, tenue peu conventionnelle pour une jeune fille de cette époque. Dans son autobiographie, Le bon vieux temps (The aul’days), bien plus tard, Forbes se rappellera son hostilité des cérémonies, qui l’obligeaient à se déguiser, et les incroyables solutions qu’il trouvait parfois pour y échapper.
Lord Sempill insistait pour que ses enfants bénéficient d’une éducation écossaise, au sens où ils apprenaient à parler et écrire couramment le gaélique aussi bien que l’anglais et d’autres langues d’Europe. Forbes refuse d’être scolarisé dans un pensionnat de jeunes filles et reçoit donc son éducation à domicile ; à quinze ans, il réclame de partir à l’étranger suivre un cours préparatoire à l’université, une institution située à Dresde, où il étudie jusqu’en 1930, avant de partir en voyage en Europe Centrale. Il visite Prague et Vienne, puis continue ses études à Paris : il assiste aux cours à la Sorbonne et apprend la harpe avec le premier harpiste de l’Opéra de Paris.
Doué pour la récitation de vers, il remporte le concours de déclamation de poésie écossaise à Aberdeen en 1930. Beltona l’engage pour réaliser une série d’enregistrements des poèmes de Charles Murray. De retour à Paris, il mene la troupe de danseurs de country écossaise qu’il avait fondée avec celle qui deviendrait un jour sa femme, Isabella Mitchell : les Dancers of Don. Il s’était alors décidé à étudier la médecine, mais son père refusait de financer de telles études, déclarant qu’il avait déjà fait suffisamment à cet égard et qu’il fallait maintenant se consacrer à l’entretien de la propriété.
Il entreprend donc de financer lui-même ses études ; il lui faudrait économiser mille livres à ces fins. En 1933, il reçoit l’enseignement du psychologue Leonhard Seif à Munich, où il vit avec la romancière anglaise Phyllis Bottome. Il y assiste aux élections qui amenèrent le parti nazi au pouvoir, et à un discours de Hitler.
L’année suivante, son père meurt et son frère aîné William hérite du titre et des terres. Un terrain autour d’une ferme lui revient, environ 5 km2 dans la localité de Brux. Cette nouvelle vie lui plaît et il adopte un accent gaélique prononcé, ainsi que le port du kilt.

### Carrière médicale
En 1939, Forbes est accepté à l’Université d'Aberdeen pour étudier la médecine ; il obtient son diplôme en 1944 et accède au poste de Junior Casualty Officer à l’infirmerie royale d’Aberdeen. Rapidement, il est promu au poste de Senior Casualty Officer et commence à travailler comme généraliste à Alford en 1945. En plus des activités habituelles d’un médecin de campagne, on fait appel à lui pour s’occuper des prisonniers de guerre allemands qui étaient retenus dans la région en 1946, en raison de sa bonne connaissance de la langue allemande. La région d’Alford est l’une des plus vastes zones du Royaume-Uni en termes de rayon d’action d’un praticien médical ; pendant les mois d’hiver, le docteur Forbes doit souvent voyager à travers des champs enfouis sous dix pieds de neige, dans un Universal Carrier converti pour affronter ces conditions.
Celles-ci lui étaient familières ; à l’âge de treize ans, il avait fait un voyage chez son oncle à St Moritz, où il avait fait du ski et du snowboard, et gagné plusieurs courses de bobsleigh. Il ne vivait pas à Alford, mais à Brux, et un assistant médical tenait son cabinet en ville. La ferme eut des ennuis financiers en raison de la gestion qu’en faisait le personnel local. Forbes dut vendre son cabinet à Alford et s’installer définitivement à Brux en 1952, pour administrer directement ses terres, ce qui serait son principal souci à partir de ce moment.
La même année, il réclame une correction du registre de naissance auprès du sheriff d’Aberdeen, et en fait l’annonce dans le journal d’Aberdeen, le 12 septembre, en ces termes : « Le docteur E Forbes-Sempill souhaite désormais être connu sous le nom d’Ewan Forbes-Sempill. » Son intention était déjà connue de la plupart de ses patients, dont on sait qu’ils le soutenaient. Forbes manifeste la même franchise envers la presse, auprès de laquelle il décrit la situation comme « une terrible méprise. On m’a inconsidérément inscrit comme étant de sexe féminin, mais bien sûr, c’était il y a quarante ans. Les médecins de cette époque ont commis une erreur. Puis je me suis trouvé sacrifié à la pruderie de mon époque, à l’horreur avec laquelle mes parents considéraient tout ce qui avait trait au sexe. » Un mois plus tard, le 10 octobre, il épouse Isabella Mitchell, qui tenait sa maison depuis cinq ans déjà, après avoir fondé avec lui une troupe de danse folklorique. Le mariage a lieu à l’église de Kildrummy.

### Héritage
Cette réinscription au registre civil passe inaperçue du grand public, et la question demeure privée jusqu’en 1965. En décembre, son frère aîné Lord Sempill meurt, et comme il avait des filles mais aucun fils, l’héritage se trouve divisé. La baronnie de Sempill pouvait être transmise à une femme, et revenait donc à la fille aînée, Ann ; le titre de baronnet en revanche (et l’essentiel des terres) ne pouvait passer que par la lignée masculine. La famille tenait pour acquis qu’Ewan étant le frère cadet hériterait de William. Cependant, un cousin du nom de John Forbes-Sempill déclare que la réinscription de 1952 ne suffisait pas à faire légalement d’Ewan un homme, ni un héritier. Dans ce cas, c’est John qui était l’héritier légitime. (John était le fils unique du frère cadet de Forbes père, le contre-amiral Arthur Forbes-Sempill ; il était donc le suivant sur la liste des héritiers, car aucune des sœurs de Lord Sempill n'avait d'enfants mâles.)
À cette époque, la loi exigeait, pour qu’une telle réinscription soit valide, que le sexe de l’enfant soit indéterminé à la naissance, et que l’on découvre plus tard dans son développement qu’une erreur avait été commise. La cour traita le cas en grand secret, aucune audience ne fut ouverte au public, et le juge entendit les plaignants dans un bureau. Cependant, les archives nationales d’Écosse rendent aujourd’hui disponibles les textes du procès. On y découvre qu’en totalité douze experts médicaux présentèrent leur témoignage, indiquant à la Cour que Forbes était physiquement hermaphrodite, ce qui remplissait la condition requise par la loi : « sexe indéterminé à la naissance ». Cependant, la preuve médicale ne fut pas jugée suffisante. Le professeur Martin Roth observe que selon lui, la condition de Forbes était davantage celle d’un transsexuel, et le professeur John Strong déclare que les conclusions obtenues n’étaient pas pleinement déterminantes. Le jugement est néanmoins en faveur de Forbes ; certains supposèrent que ce n’était pas tout à fait objectif, son intention étant davantage de restituer le domaine à son légitime possesseur que de respecter les termes légaux.
Le Lord Advocate fait appel de cette décision et la question est renvoyée devant James Callaghan, le ministre de l’intérieur, qui finit par accorder le titre à Forbes en 1968, confirmant ainsi la décision de la cour. Certains observateurs trouvèrent dommage que le cas soit traité dans un tel secret, et les détails de l’affaire cachés au grand public. De ce fait, bien que le résultat du procès ait été dramatiquement différent d’autres affaires survenues ensuite, telles que Corbett v Corbett en 1970, il fut impossible de le citer comme un précédent, et il n’eut aucune influence sur la reconnaissance légale des variations de genre.

### Fin de vie
En reprenant le titre de baronnet, Forbes abandonne le nom de Sempill, qui revenait au titulaire du titre de baron ; à présent que les deux titres étaient séparés, il n’y avait aucune raison de le conserver. Il revient après le procès à la vie classique d’un propriétaire terrien, loin de l’œil du public ; le château de Craigievar est confié au NTS (organisme de conservation du patrimoine écossais) et Forbes s’installe définitivement à Brux. Doyen de l’église de Kildrummy, il exerce la fonction de juge de paix de l’Aberdeenshire à partir de 1969. 
En 1984 il publie son autobiographie, The aul’days. Il meurt sans enfants en 1991 et son cousin John, qui lui avait intenté le procès dans les années 1960, lui succède cette fois sans polémique. Sa veuve Isabella lui survit et meurt en 2002.

## Source
- (en) Cet article est partiellement ou en totalité issu de l’article de Wikipédia en anglais intitulé « Sir Ewan Forbes, 11th Baronet » (voir la liste des auteurs).